# دارشتاین
دارشتاین (به آلمانی: Darstein) یک شهر در آلمان است که در زودوستپفالتس واقع شده‌است. دارشتاین ۲۲۹ نفر جمعیت دارد.